# John Rambo

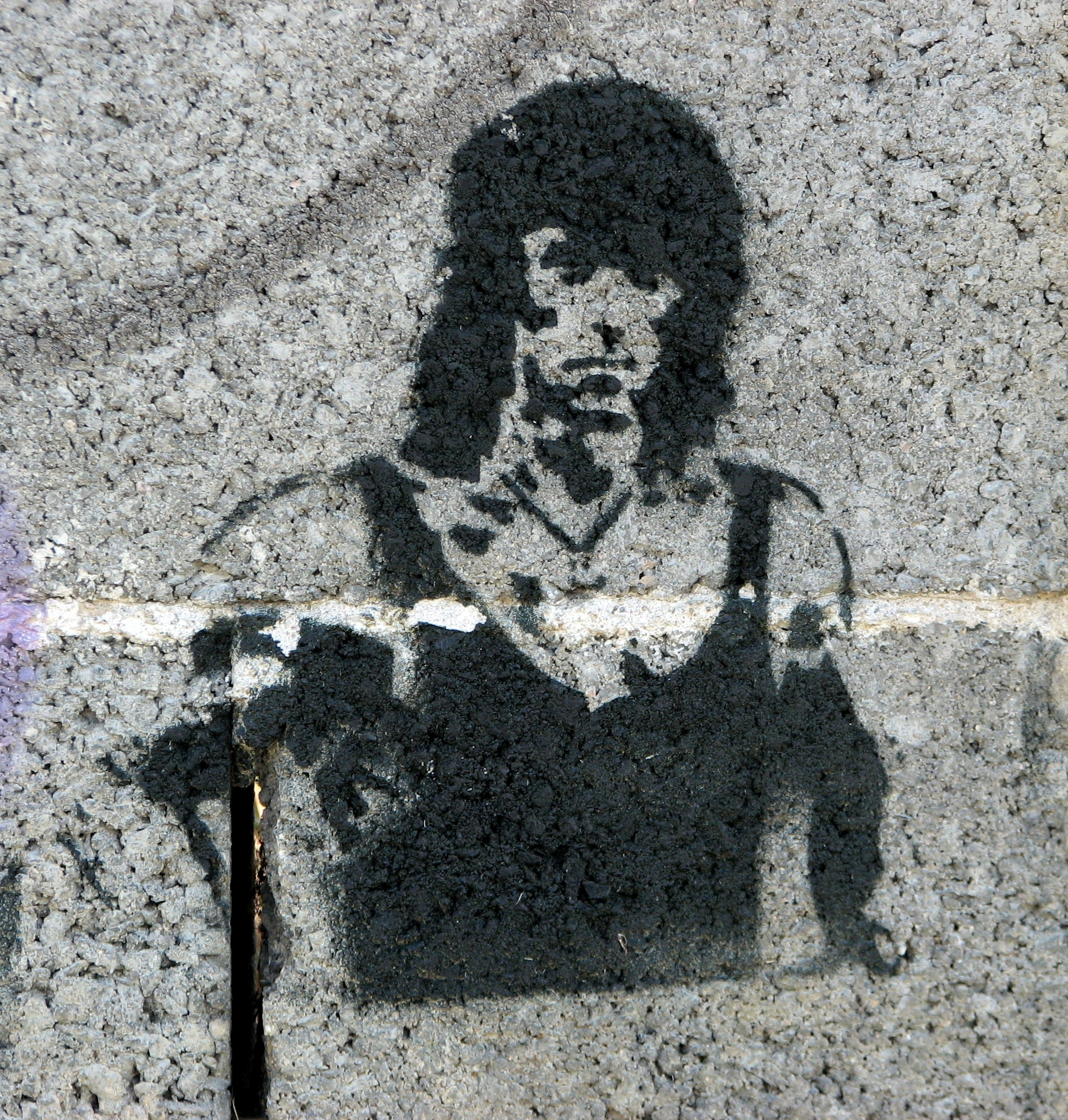
John Rambo, graffiti, Brno-Bystrc

John Rambo je fiktivní postava z literární série Rambo kanadského spisovatele Davida Morrella. Poprvé se objevila v knize Rambo: První krev z roku 1972, později se stala velmi známou zejména díky filmům, v nichž ji ztvárnil herec Sylvester Stallone.
Postava (resp. její zpracování) inspirovala autory dalších hrdinů a obdobně zaměřených filmů, za zmínku stojí např. Michael Ransom z filmů Strike Commando (1987) a Strike Commando 2 (1988) nebo Andrew Wyatt z filmu When Eagles Strike (2003). Je prototypem osamělého bojovníka, který čelí obrovské přesile a přesto vychází z bojů vítězně.
Pojem Rambo se také používá v souvislosti s osobou, která je velmi agresivní, ignoruje příkazy a používá násilí k řešení problémů.

## Fiktivní biografie
Poznámka: podle knižních předloh
John Rambo měl otce italského původu a indiánskou matku z kmene Navajo. Narodil se ve městě Bowie v Arizoně, kde v dětství dělal ministranta v katolickém kostele, zároveň jej matka zasvětila do některých rituálů svého kmene. Ale ani křesťanství a indiánská víra jej neovlivnily tak hluboce jako zen-buddhismus, se kterým se setkal až později ve Vietnamu. Zde mu vietnamský domorodec zachránil život a předal mu část svých zkušeností. Rambo ztratil strach a nabyl jistotu. Na dětství má i špatné vzpomínky, otec se oddával alkoholu a bil matku. V mládí se John přirozeně zajímal o děvčata. První pohlavní styk měl ve svých 21 letech s mladou blondýnkou, tuto svou známost si toužil vzít. Pak ale narukoval do armády a když se vrátil z války, měla už svou rodinu, muže, syna a dceru. Na Ramba pohlížela jen jako na povrchní známost a on měl pocit, že by se k němu nejraději vůbec neznala. Poté už si John nedovedl představit manželství ani to, že by se stal otcem a přivedl dítě do světa, v němž existují války, zajatecké tábory a kde mnoho lidí nemá možnost žít obyčejným klidným životem.
V mládí tedy Rambo narukoval k US Army a prodělal výcvik u speciálních jednotek na základně Fort Bragg v Severní Karolíně. Velitelem těchto jednotek byl plukovník Samuel "Sam" Trautman, který v něm rozpoznal mimořádně schopného vojáka, jenž dokáže plnit i nejnáročnější úkoly, které ostatní vzdávají. Dostalo se mu i výcviku v pilotáži helikoptér. Trautman mu byl něco jako náhradním otcem. Výcvik a přímá akce v boji jsou ale dvě rozdílné věci. Rambo si v souvislosti s ostrým nasazením vzpomněl na pasáž v knize Hlava XXII (v anglickém originále Catch-22) amerického spisovatele Josepha Hellera, v níž stojí: „Prokletí sráči, oni mě chtějí zabít.“ Toto prosté seznámení se s realitou bojů pocítil poprvé v džungli při střetu s vojáky Vietkongu, kde jeho kamarádi z čety padali k zemi zasaženi kulkami a umírali v bolestech. Právě zde mu místní vietnamský domorodec pomohl. Posléze byl zajat v severním Vietnamu u čínských hranic a internován v zajateckém táboře Ban Kia Na, kde byl bit a mučen, v tom se vyžíval zejména jeden thajský důstojník. Ačkoli byl zesláblý, podařilo se mu po čase z tábora uprchnout, přestože ho tři dny pronásledoval thajský důstojník s vojáky. Tomu se stopování nezdařilo a byl za to degradován.
Když se Rambo vrátil z Vietnamu do vlasti, byl šokován postojem veřejnosti k válečným veteránům, kteří na ně pohlíželi jako na masové vrahy a zabijáky dětí (např. demonstrace organizované hippies). Ramba se to dotýkalo a uráželo ho to. Někteří vojáci si nejen v bojích počínali brutálně a byli schopni jakéhokoliv zločinu. On sám neschvaloval takové konání a stavěl se i proti znásilňování domorodých žen, kterého se dopouštěli američtí vojáci. Díky postoji společnosti, která nedělala mezi vracejícími se vojáky rozdíl, k ní John začal pociťovat odpor a de facto se z ní vyloučil. Šest měsíců se potuloval po USA, než dorazil do Madisonu v Kentucky, kde mu cestu zkříží místní šerif Wilfred Logan Teasle (od tohoto bodu začíná příběh v knize Rambo: První krev).

## V literatuře
Knihy, v nichž se objevuje John Rambo:
- Rambo: První krev (1972) - zde vystupuje jakožto vietnamský válečný veterán, který se 6 měsíců po návratu do USA potuluje a následně se střetává s policejním šerifem Madisonu v Kentucky Willem Teaslem, který v něm spatřuje potížistu a snaží se mu vnutit svou vůli. John zpočátku nechce mít problémy, ale nedokáže se dlouho podřizovat. Vzplane konflikt, který stojí mnoho lidských životů a záhy se stane osobní záležitostí mezi Rambem a šerifem Teaslem. Závěr knihy, která má celkem 3 části, se zřetelně odlišuje od filmové adaptace. Zde John umírá poté, co jej plukovník Trautman (velitel speciálních jednotek, které Ramba vycvičily) zastřelí, aby nestrávil zbytek života ve vězení po masakru, který rozpoutal. Pro filmové zpracování byla vymyšlena verze, kdy Trautman těžce zraněného svěřence odveze a zachrání.[6]
- Rambo II: Rozkaz (1985) - v tomto díle se John Rambo vrací do Vietnamu, aby zachránil uvězněné americké válečné zajatce (ačkoli rozkaz zněl pořídit fotografie tábora). Pomáhá mu přitom vietnamská žena jménem Co Phuong Bao, která je během mise zabita. Zároveň se Rambo setkává se zradou z „vlastních“ řad. Svou část úkolu splní, ale na vyšší příkaz je jeho návrat odvolán. Rambo tak padne do zajetí, setká se s Thajcem, svým věznitelem z minulosti a prodělá další mučení. Z téměř bezvýchodné situace se dokáže vlastními silami dostat a po návratu na americkou základnu zúčtuje se zrádcem. Druhý díl má 7 částí a je novelizací (literárním přepisem) filmu Rambo II.
- Rambo III: Pro přítele (1988) - mise v Afghánistánu. Novelizace filmu Rambo III, obsahuje 9 částí.[7] Ramba navštíví v Thajsku plk. Trautman, který jej požádá, aby přijal vojenskou akci spočívající v dodávkách zbraní pro afghánské partyzány bojující proti okupačním sovětským jednotkám. John se po zkušenosti z Vietnamu obává další zrady ze strany americké vlády a tak odmítne. Trautman se tedy vydává do akce bez něj a je se svými muži zajat. John Rambo se rozhodne odcestovat do Afghánistánu, aby je zachránil.

## V kinematografii

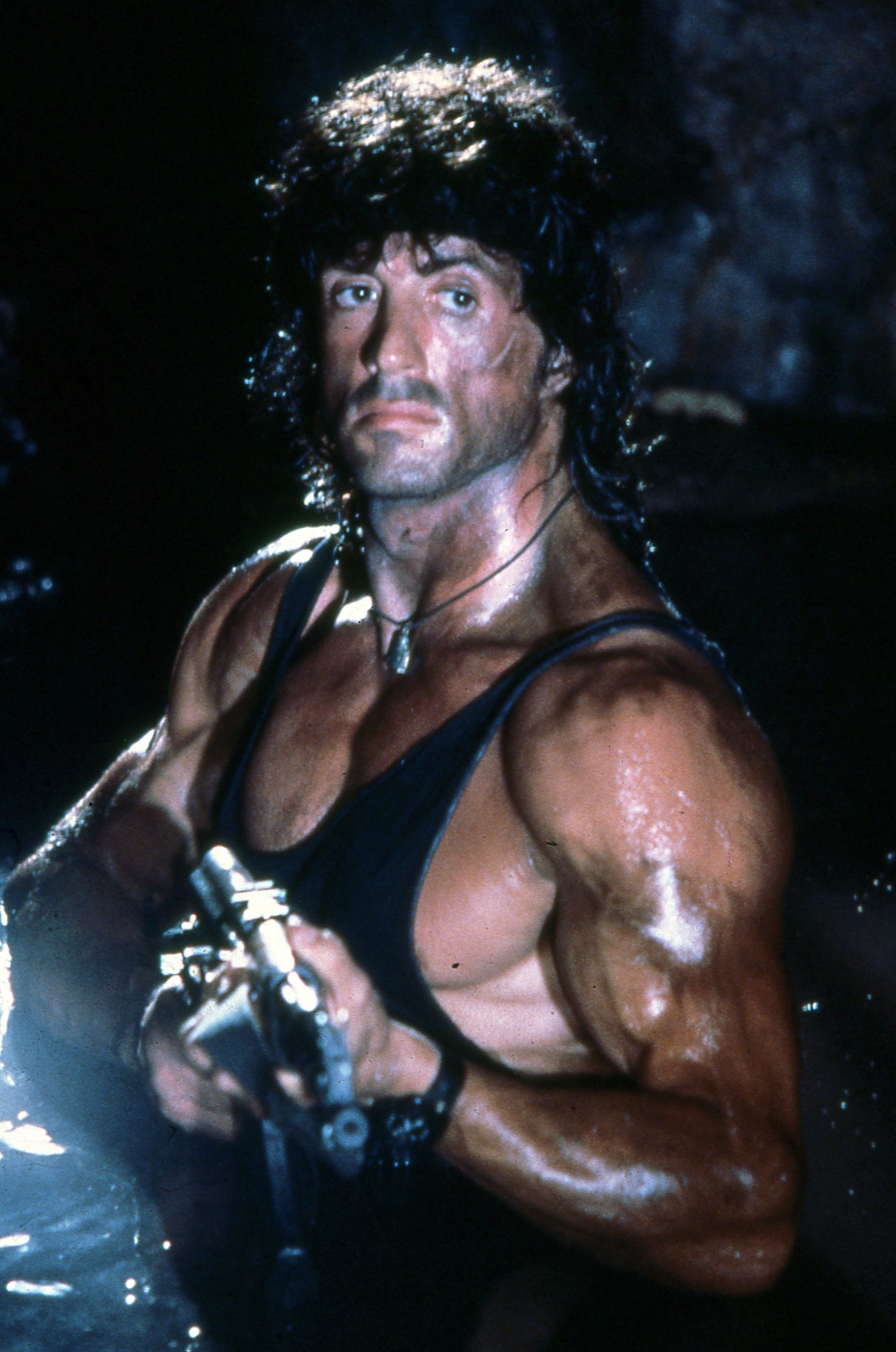
John Rambo, ve filmech v podání Sylvestera Stallone

- Rambo: První krev - filmová adaptace knihy Rambo: První krev
- Rambo II
- Rambo III
- Rambo: Do pekla a zpět
- Rambo: Poslední krev
- Rambo: The Force of Freedom – televizní seriál

## V počítačových hrách
- Rambo (1985, Platinum Productions a Ocean Software)
- Rambo: First Blood Part II (1986, Sega)
- Super Rambo Special (1986, Pack-In-Video)
- Rambo (1987, Pack-In-Video a Acclaim)
- Rambo III (1988, Sega / Taito / Ocean Software)
- Rambo On Fire (2005)
- Rambo Arcade (2008)
- Rambo: The Video Game (2013, Teyon a Reef Entertainment)

## V komiksu
- Rambo
- Rambo III